# Убити за 75 секунд
«Убити за 75 секунд» — кінофільм 2007 року.

## Зміст
Десять років тому в одному з приватних будинків було скоєне жорстоке вбивство кількох людей. Джон Крітон очолював розслідування у цій справі, але так і не знайшов ніяких слідів вбивць. У наші дні схожий злочин здійснено в іншому штаті. Джон знову починає нелегку справу полювання на злочинців. Випадок зводить його з одним зі свідків у першій справі і клубок поступово починає розгортатися.

## Ролі
| Актор            | Роль |
| ---------------- | ---- |
| Брайан Хукс      | -    |
| Джад Тайлор      | -    |
| Чері Джонсон     | -    |
| Герман Легаррета | -    |
| Ентвон Теннер    | -    |
| Уіл Хорнефф      | -    |
| Аймі Гарсіа      | -    |
| Рутгер Хауер     | -    |
| Денис Лоутон     | -    |
| Гвендолін Ео     | -    |

## Знімальна група
- Режисер — Брайан Хукс, Деон Тейлор
- Сценарист — Вашон Натт, Деон Тейлор, Брайан Хукс
- Продюсер — Стів Етуотер, Тоні Чопелас, Брайан Хукс
- Композитор — Вінсент Гілліоз